# Albert Falette
Albert Falette est un footballeur puis entraîneur français né le 16 mars 1962 à Kourou en Guyane. Il évolue au poste de défenseur latéral du début des années 1980 au milieu des années 1990.
Après des débuts au Geldar Kourou, il entame une carrière professionnelle au Angers SCO puis joue au Stade rennais, au Mans UC 72, au CS Sedan-Ardennes avant de la terminer au Tours FC.
Il devient ensuite entraîneur et dirige le Tours FC pendant huit ans puis s'occupe du FC Mulhouse, du FC Villefranche et de l'AS Beauvais. Il dirige, depuis octobre 2016, l'US Le Pontet. Son fils, Simon, est également footballeur professionnel. Il a également trois autres enfants qui se prénomment Faustine, Églantine, et Clément.

## Biographie

### Joueur
Albert Falette commence le sport par le handball à l'âge de huit ans. Après neuf ans dans ce sport, il rejoint en 1978 les rangs du club de football du Geldar Kourou. Il joue alors au poste d'attaquant et en 1982, il est recruté par le SCO Angers. Il fait ses débuts en équipe première lors de la saison 1983-1984. Surnommé « Bebert » par ses coéquipiers, il est replacé défenseur droit lors de la saison suivante et s'impose comme titulaire. Devenu un des joueurs favoris des supporters, il quitte cependant le club en 1988 à la suite du départ du président et de l’entraîneur, Pierre Garcia.
Albert Falette s'engage alors avec le Stade rennais mais il joue peu, étant en concurrence avec Jean-Christophe Cano et Serge Le Dizet. Après avoir atteint les barrages d'accession en 1989, le club rennais monte la saison suivante en division 1 en terminant premier du groupe B. Dans le match des champions, le Stade rennais s'incline cependant deux à zéro sur les deux matchs face à l'AS Nancy-Lorraine. Non conservé dans l'effectif rennais, Albert Falette signe alors au Mans UC 72.
Titulaire dans le club manceau pendant quatre ans, Albert Falette s'engage ensuite au CS Sedan-Ardennes où il dispute une dernière saison en tant que professionnel. Il rejoint alors le Tours FC en National 2 car « le projet sportif proposé [lui plaît] beaucoup ». Troisième du groupe C en 1997, derrière les réserves de l'Olympique lyonnais et du FC Nantes, le club est promu en  National mais, malgré une dixième place en championnat, le club est relégué administrativement à la suite de problèmes financiers entraînant un dépôt de bilan. Parallèlement à son parcours de joueur, il passe ses diplômes d'entraîneur et en mars 1999, à la suite du départ de l'entraîneur Christian Letard, les dirigeants le nomme à la tête de l'équipe première,.

### Entraîneur
Sous les ordres d'Albert Falette, le Tours FC, alors dernier, termine à la dixième place du championnat CFA,. Après quatre ans à ce niveau, le Tours FC retrouve le National grâce à sa deuxième place du groupe D à égalité avec le vainqueur le FC Libourne-Saint-Seurin et à un repêchage administratif. Après une saison de National terminée à la seizième place avec un point d'avance sur le premier relégable. La saison suivante, le club dirigé par Albert Falette se donne pour objectif d’accéder à la Ligue 2 dans les deux ans. Huitième en 2005, le club parvient à monter en Ligue 2 la saison suivante en terminant vice-champion derrière le Vannes OC. Le club étant dernier du championnat en avril 2007, il quitte ses fonctions d'entraîneur à la suite d'une défaite face au FC Metz.
Après une saison sabbatique, Albert Falette s'engage en 2008 avec le FC Mulhouse qui évolue en CFA et déclare « On s'est donné deux ans pour monter en National, si on peut le faire plus tôt, on ne va pas se gêner ». Troisième du groupe A en fin de championnat, ses rapports avec le président du club mulhousien deviennent plus difficiles la saison suivant et, après une douzième place, il quitte alors le club.
En contact avec le RC Strasbourg, Albert Falette s'engage finalement avec le FC Villefranche. Cinquième du groupe B en 2011, le club termine la saison suivante à la douzième place. Son contrat de deux ans n'est alors pas renouvelé par le président du club.
Le 30 décembre 2012, il est annoncé comme nouvel entraineur de l'AS Beauvais en remplacement d'Alexandre Clément, il prend officiellement ses fonctions le 2 janvier 2013 avec pour objectif la montée en National en fin de saison. Même s'il parvient à faire remonter le club au classement, l'ASBO ne monte pas en National terminant à la troisième place. Il signe un nouveau contrat au terme de la saison malgré des contacts avec AS Lyon-Duchère. Cette troisième saison dans l'Oise est difficile, le club ne peut jamais prétendre à jouer la montée et la saison 2014-2015 se termine par une relégation en CFA 2. Albert Falette quitte alors le club.
Il rejoint, le 5 octobre 2016, l'US Le Pontet, alors dernier du groupe D de CFA, à l'initiative du nouveau président du club Rachid Bekti.

## Palmarès
Albert Falette dispute 308 matchs de Division 2 pour dix buts marqués. Il est vice-champion de division 2 en 1990 avec le Stade rennais.
Comme entraîneur, il est vice-champion de National en 2006 avec le Tours FC.

## Statistiques
Le tableau ci-dessous résume les statistiques en match officiel d'Albert Falette durant sa carrière de joueur professionnel,,.
| Saison                | Club                  | Championnat           | Championnat | Championnat | Coupe nationale | Coupe nationale | Coupe de la Ligue | Coupe de la Ligue | Total | Total |
| Saison                | Club                  | Division              | M.          | B.          | M.              | B.              | M.                | B.                | M.    | B.    |
| 1983-1984             | Angers SCO            | Division 2            | 11          | 1           | -               | -               | -                 | -                 | 11    | 1     |
| 1984-1985             | Angers SCO            | Division 2            | 32          | 6           | -               | -               | -                 | -                 | 32    | 6     |
| 1985-1986             | Angers SCO            | Division 2            | 32          | 0           | 3               | 0               | -                 | -                 | 35    | 0     |
| 1986-1987             | Angers SCO            | Division 2            | 34          | 0           | 3               | 0               | -                 | -                 | 37    | 0     |
| 1987-1988             | Angers SCO            | Division 2            | 32          | 1           | -               | -               | -                 | -                 | 32    | 1     |
| 1988-1989             | Stade rennais         | Division 2            | 19          | 0           | 5               | 0               | -                 | -                 | 24    | 0     |
| 1989-1990             | Stade rennais         | Division 2            | 14          | 0           | 4               | 0               | -                 | -                 | 18    | 0     |
| 1990-1991             | Le Mans UC 72         | Division 2            | 32          | 0           | 2               | 0               | -                 | -                 | 34    | 0     |
| 1991-1992             | Le Mans UC 72         | Division 2            | 27          | 1           | 1               | 0               | -                 | -                 | 28    | 1     |
| 1992-1993             | Le Mans UC 72         | Division 2            | 31          | 1           | 2               | 0               | -                 | -                 | 33    | 1     |
| 1993-1994             | Le Mans UC 72         | Division 2            | 24          | 0           | -               | -               | -                 | -                 | 24    | 0     |
| 1994-1995             | CS Sedan Ardennes     | Division 2            | 23          | 0           | -               | -               | 1                 | 0                 | 24    | 0     |
| 1995-1996             | Tours FC              | National 2            | 23          | 0           | -               | -               | -                 | -                 | 23    | 0     |
| 1996-1997             | Tours FC              | National 2            | 33          | 0           | -               | -               | -                 | -                 | 33    | 0     |
| 1997-1998             | Tours FC              | National              | 31          | 0           | 2               | 0               | -                 | -                 | 33    | 0     |
| 1998-1999             | Tours FC              | CFA                   | 14          | 0           | -               | -               | -                 | -                 | 14    | 0     |
| Total sur la carrière | Total sur la carrière | Total sur la carrière | 412         | 10          | 22              | 0               | 1                 | 0                 | 435   | 10    |